# Phokos (Dichter)
Phokos (ca. 6. Jhd. v. Chr.) aus Samos, lateinisch Phocus Samius, war ein griechischer Dichter. 
Phokos gilt als wahrscheinlicher Verfasser des Werkes Nautikē astrologia, wie Diogenes Laertius bezeugt. Man nimmt an, dass dieser Phokos derselbe ist, dem Solon ein Gedicht gewidmet hat, wie Plutarch schreibt.
Das Werk Die Fragmente der Vorsokratiker (Diels/Kranz) listet Phokos unter den Anfängen der vorsokratischen Philosophie im Abschnitt „Astrologische Dichtung des 6. Jahrhunderts“ (zwischen Hesiodos und Kleostratos) und beschreibt das in Hexametern geschriebene Buch als ein praktisches astronomisches Handbuch für Seeleute: 

„Dieses altionische Schifferbuch mit Sternbilderkatalog und Schiffsdistanzberechnung [...] ist ein Vorläufer des Kleostratos [...] und ein Gegenstück zu dem Hesiod zugeschriebenen Gedicht [...]. Wenn zwei Autorennamen Thales und Phokos aus Samos den Alexandrinern bekannt waren, ist der zweite gewiß glaubwürdiger.“